# Liturgie
|  | Dieser Artikel wurde aufgrund von akuten inhaltlichen oder formalen Mängeln auf der Qualitätssicherungsseite des Portals Christentum eingetragen. Bitte hilf mit, die Mängel dieses Artikels zu beseitigen, und beteilige dich bitte an der Diskussion. |

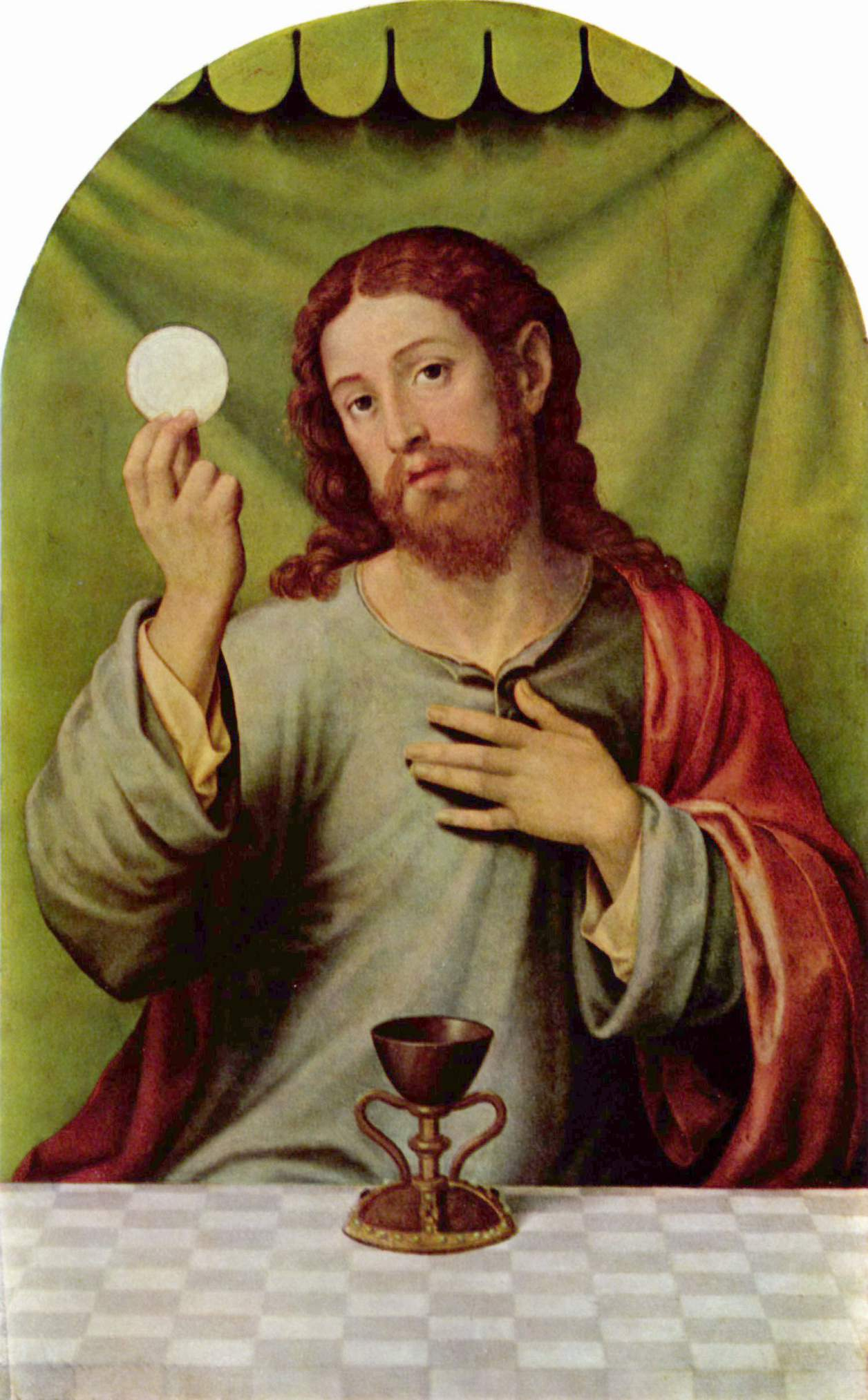
Christus mit den eucharistischen Gestalten

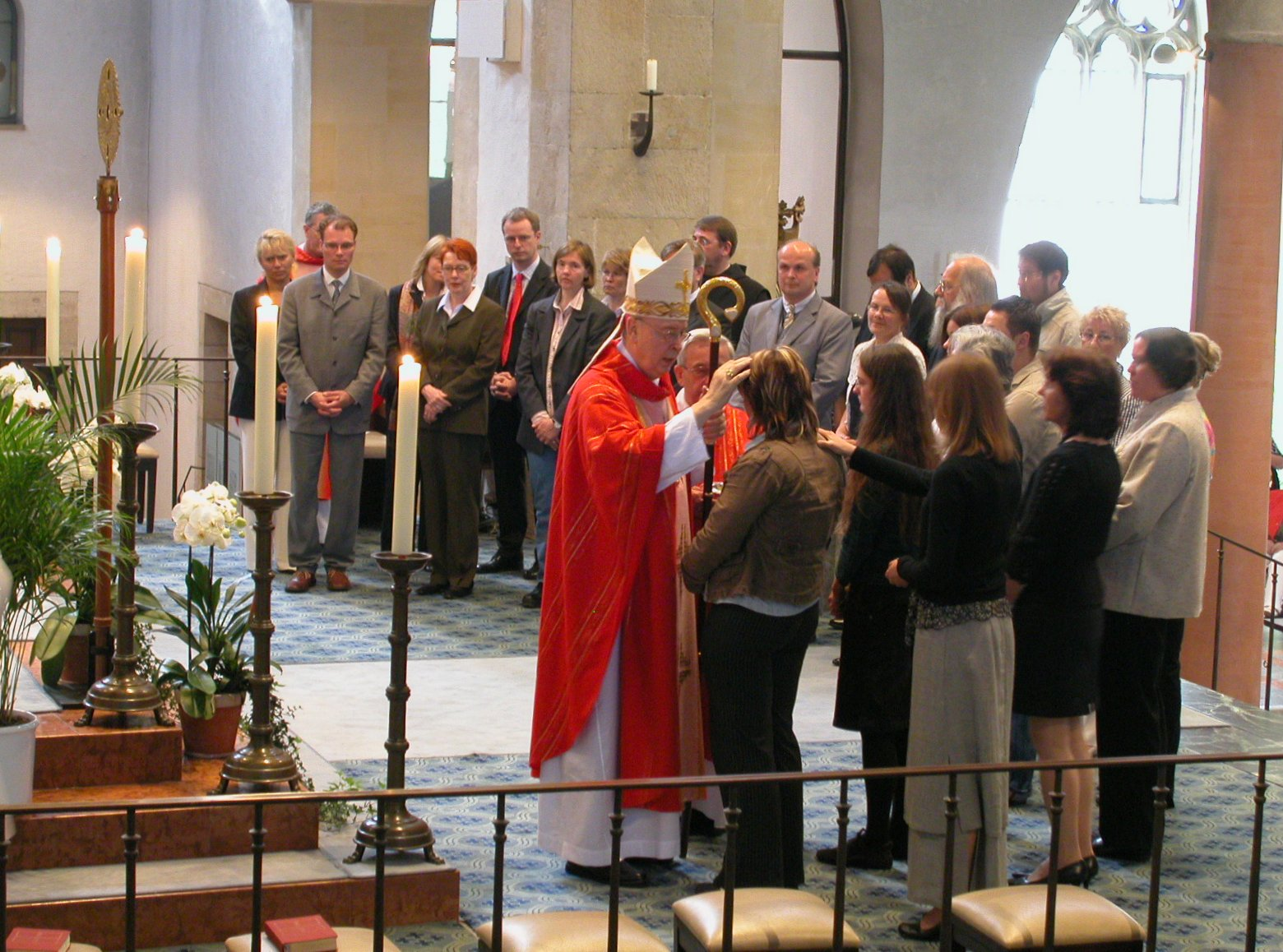
Feier der Firmung in Hildesheim

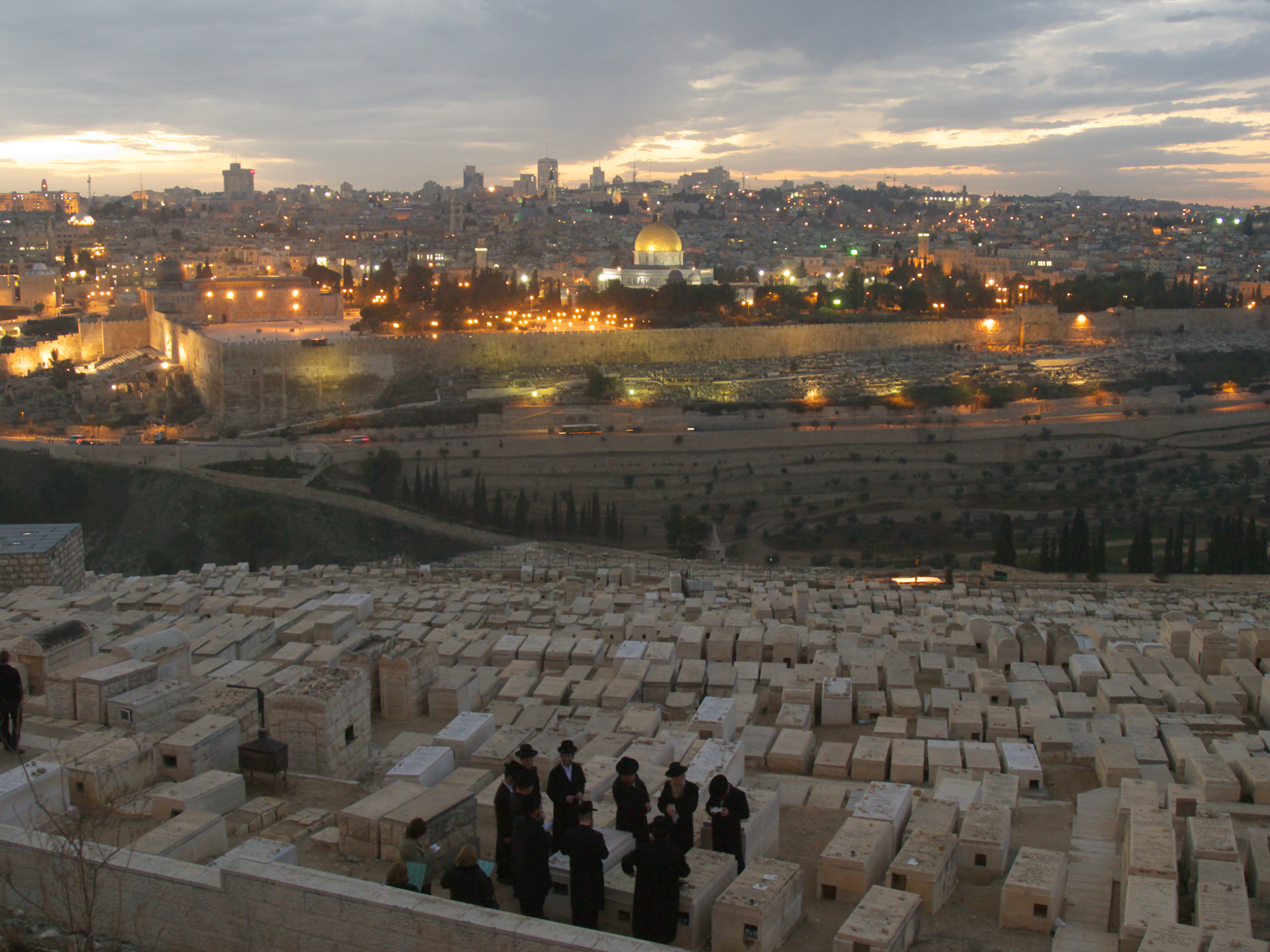
Liturgisches Kaddisch-Gebet in Jerusalem zum Totengedenken am Grab

Als Liturgie (von altgriechisch λειτουργία leiturgía „öffentlicher Dienst, Gemeindedienst“; aus λαός/λεώς/λειτός laós/leōs/leitós „Volk, Volksmenge“ und ἔργον érgon „Werk, Dienst“) wird die Ordnung und Gesamtheit der religiösen Zeremonien und Riten des jüdischen und des christlichen Gottesdienstes bezeichnet. In analoger Redeweise wird der Begriff bisweilen auch für die Ordnung der religiösen Feiern und Vollzüge anderer Religionen verwendet.
Die Feier der Liturgie dient der Verehrung Gottes und zur Vertiefung des gemeindlichen Glaubens. Die Liturgie umfasst das gesamte gottesdienstliche Geschehen: Gebet, Lesung und Verkündigung, Gesang, Gestik, Bewegung und Gewänder, liturgische Geräte, Symbole und Symbolhandlungen, die Spendung von Sakramenten und Sakramentalien.

## Judentum
Im Judentum versteht man unter Liturgie den ganzen gestalteten Gottesdienst, von den drei täglichen Gebeten Schacharit (Morgengebet), Mincha (Nachmittagsgebet) und Maariv (Abendgebet) über den Schabbatgottesdienst bis zu den Feiertagen. Die jüdische Liturgie umfasst die Kantillation der Tora (siehe Teamim), Gesang und Gebet.
Das Zentrum der jüdischen Liturgie ist die Toravorlesung. Die Tora ist in 54 Abschnitte unterteilt, sogenannte Paraschot. Am Schabbatvormittag wird während des Gottesdienstes eine Parascha vorgelesen.

## Christentum
Ursprünglich bedeutete das Wort den Dienst der wohlhabenden Bürger an den Armen, der sowohl Armenspeisungen wie auch die Einrichtung öffentlicher Unterhaltung umfasste. Auch kultische Dienstleistungen konnten so bezeichnet werden. In der Septuaginta wird sowohl der jüdische Tempeldienst wie auch der heidnische Kult als leitourgia bezeichnet. Von hier aus fand die Begrifflichkeit Eingang in das griechische Christentum, wobei der Begriff erst seit dem 9. Jahrhundert als Bezeichnung des christlichen Gottesdienstes belegt ist. Das latinisierte Liturgia wurde in der westlichen Kirche erst im Spätmittelalter gebräuchlich. Auf diesem Hintergrund ist Liturgie nicht gleichzusetzen mit der Rede von Kult und Ritual, wiewohl religionswissenschaftlich die Liturgie diesen als eine spezielle Form zuzurechnen ist.
Durchgängig problematisch ist die Trennung der Rede von Liturgie einerseits und Gottesdienst andererseits, da es hier eine Vielzahl von historischen, theologischen und schlicht regionalen Gründen gibt, diese beiden Begriffe entweder synonym oder differenzierend zu verwenden. Martin Luther, der die deutsche Sprache maßgeblich mitgeprägt hat, übersetzte das griechische Wort leitourgia als ‚Gottes Dienst‘. In seiner Übersetzung kommt noch zum Ausdruck, dass Gottesdienst für den Menschen zuerst Dienst Gottes an den Menschen bedeutet, also zuerst Geschenk und Gnade durch Gott selbst. Liturgie meint erst in einem zweiten Schritt Antwort des Menschen auf Gottes Dienst an den Menschen. „Wir wollen lieben, weil er uns zuerst geliebt hat.“ (1 Joh 4,19 ).
Hauptsächlich in protestantischen Kreisen und Gemeinden hat sich eine Rede von der Liturgie für die Teile des Gottesdienstes etabliert, die vor und nach der Predigt ihren Ort haben – als wäre die Predigt weniger liturgisch. Damit wird also ein stärker ritualisierter Bezug für Liturgie genommen, eine Unterscheidung, die katholischerseits nicht nachvollzogen wird. Hier wäre dagegen faktisch zu differenzieren in die Rede vom „Gottesdienst“ als umgangssprachlichen Brauch und von Liturgie als Hochsprache der Amtsträger.
Liturgie ist nie privater Natur, sondern Feier und Lebensvollzug der Kirche. Sie ist daher von profanen Versammlungen und privatem Gebet zu unterscheiden. Neben den sonn- und werktäglichen Gemeindeliturgien und den Kasualien (Taufe, Trauung und Begräbnisfeier) feiern Teile der Gemeinde, Gemeinschaften (zum Beispiel Konvente) oder Gruppen weitere Liturgieformen wie das Stundengebet.

### Urchristentum
Aus dem Urchristentum sind keine vollständigen Gottesdienstordnungen bekannt, da sich die Gestaltung der Feiern noch in der Entwicklung befand und je nach Gemeinde auch unterschiedlich ausfiel. Wahrscheinlich war der frühchristliche Gottesdienst mehr oder minder stark vom jüdischen Gottesdienst in der Synagoge beeinflusst und umfasste zudem die Lesung und Auslegung der kanonischen Schriften und das Brotbrechen. Wohl gab es auch eine Überlieferung der liturgischen Fußwaschung.
Mittels der Literarkritik lassen sich in den neutestamentlichen Texten gebräuchliche liturgische Stilelemente herausarbeiten: so Christuslieder (zum Beispiel Philipper 2,5–11 ) oder auch Elemente eines Glaubensbekenntnisses in 1. Korinther 15 ; ebenso zitiert Paulus in 1. Korinther 11  überlieferte Einsetzungsworte zum Herrenmahl. In den frühen Schriften der Kirchenväter (zum Beispiel Justin der Märtyrer) und in der Didache finden sich dann zahlreiche Hinweise auf die Abläufe liturgischer Handlungen bzw. Handlungsanweisungen.

### Katholische Liturgie

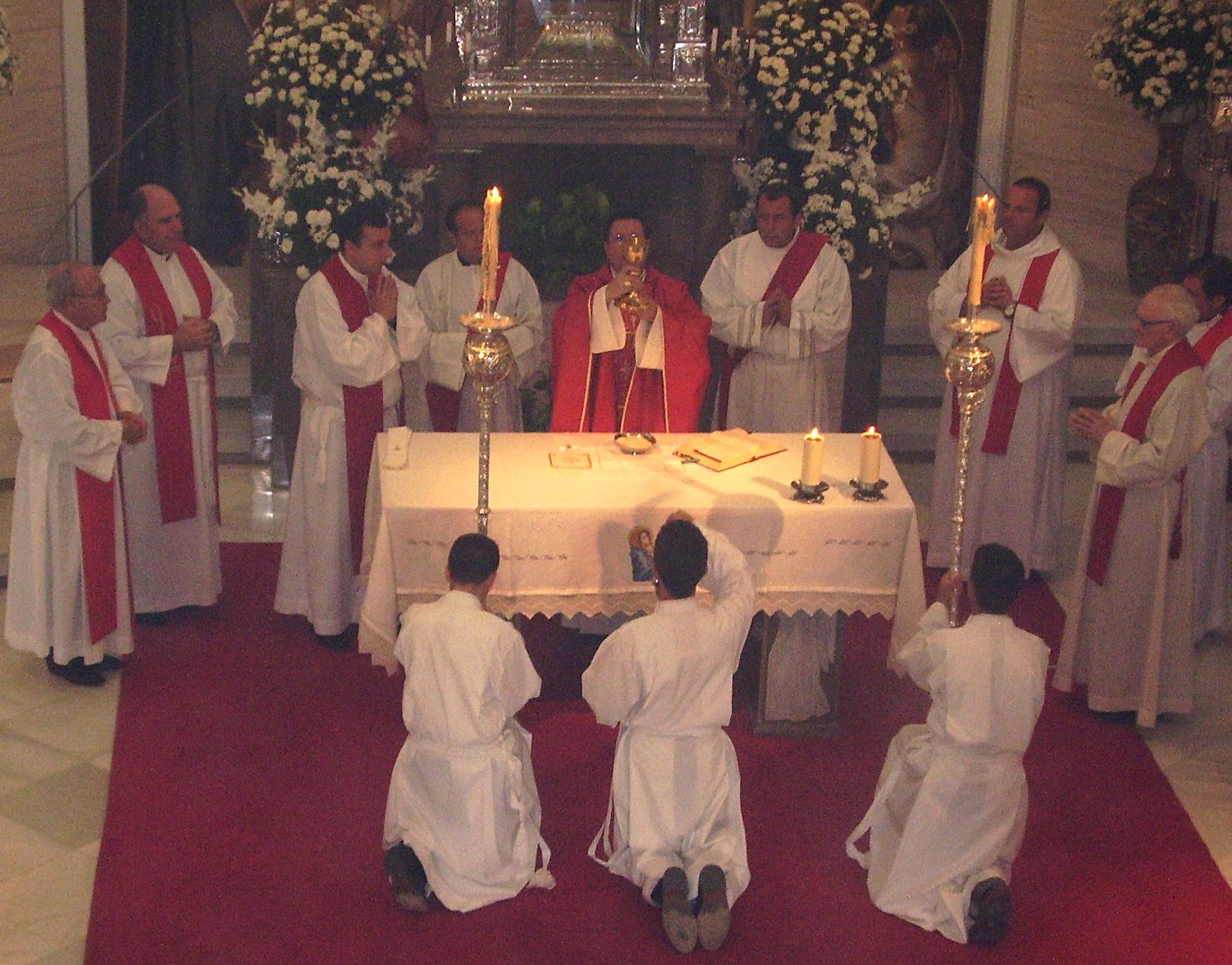
Feier der heiligen Messe

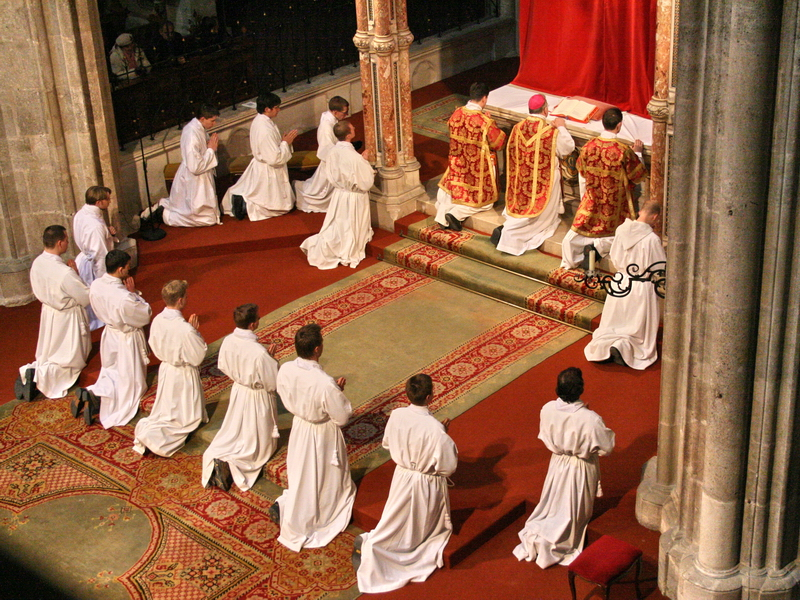
Karfreitagsliturgie im Stift Heiligenkreuz

Die Liturgie ist aus der geschichtlichen Entwicklung der Kirche entstanden; eine der ersten Linien führt dabei ins Alte Testament. Ein Motiv des Auszuges des Gottesvolkes aus der ägyptischen Gefangenschaft war nicht nur das Erreichen des verheißenen Landes, sondern auch Gottes Befehl an den Pharao:

„Sag zum Pharao: Jahwe, der Gott der Hebräer, hat mich zu dir gesandt und lässt dir sagen: Lass mein Volk ziehen, damit sie mich in der Wüste verehren können. Bis jetzt hast du nicht hören wollen.“

Der Pharao erlaubte dann eine nicht näher beschriebene Opferfeier. Aber Mose bestand – den Befehl Gottes ausführend – darauf, dass zum Kult auch ein Auszug notwendig sei, da er den Kult nicht unter die Formel politischer Kompromisse stellen konnte. Israel zog schließlich aus, nicht um ein Volk wie alle andere zu sein, sondern um seinem Gott zu dienen. Nach dem Auszug erhielt das Volk am Berg Sinai von Gott nicht nur eine erste umfassende Rechts- und Lebensordnung, sondern auch Kultanweisungen.
Die römisch-katholische Kirche versteht unter Liturgie in erster Linie die Ordnung der heiligen Messe.
Beim Zweiten Vatikanischen Konzil bezeichnen die Konzilsväter in der Konstitution über die heilige Liturgie Sacrosanctum Concilium die Liturgie als den „Höhepunkt, dem das Tun der Kirche zustrebt, und zugleich die Quelle, aus der all ihre Kraft strömt“.

„In der Liturgie, besonders im heiligen Opfer der Eucharistie, vollzieht sich das Werk unserer Erlösung, und so trägt sie in höchstem Maße dazu bei, dass das Leben der Gläubigen Ausdruck und Offenbarung des Mysteriums Christi und des eigentlichen Wesens der wahren Kirche wird.“

Demzufolge geht es im katholischen Liturgieverständnis nicht primär um die genaue Regelung einzelner Ritenabfolgen, sondern um einen Wesensvollzug der Kirche. Der Codex Iuris Canonici (CIC) formuliert dies auf folgende Weise:

„Den Heiligungsdienst erfüllt die Kirche in besonderer Weise durch die heilige Liturgie, die als Ausübung des priesterlichen Dienstes Jesu Christi zu betrachten ist; darin wird die Heiligung der Menschen durch sinnenhafte Zeichen bezeichnet und in der diesen je eigenen Weise bewirkt sowie der mystische Leib Jesu Christi, von Haupt und Gliedern, der unverbrüchliche amtliche Gottesdienst vollzogen.“

Aussagen über die Liturgie finden sich im Katechismus der Katholischen Kirche unter den Nummern 1066 – 1209.
Die in der lateinischen Kirche verwendeten Formulare für die einzelnen Feiern finden sich in den im Rahmen der Liturgiereform überarbeiteten (und in die Landessprachen übersetzten) liturgischen Büchern des römischen Ritus (Missale Romanum, Rituale Romanum, Stundenbuch und andere). Zur katholischen Liturgie gehören auch die Liturgien der unterschiedlichen mit Rom verbundenen Ostkirchen, die eigenen, orientalischen Riten folgen.
Als Ordensliturgien bezeichnet man die historischen Sonderformen des römischen Ritus in verschiedenen Orden, beispielsweise den Kartäuserritus, den Zisterzienserritus, den Ritus der Dominikaner und der Prämonstratenser.

### Orthodoxe und orientalisch-orthodoxe Liturgien
Die Liturgien, die die verschiedenen östlich-orthodoxen und orientalisch-orthodoxen Kirchen feiern, werden in unterschiedliche Liturgiefamilien (Riten) unterteilt: byzantinischer Ritus, westsyrischer Ritus, ostsyrischer Ritus, alexandrinischer Ritus (unterteilt in den koptischen und äthiopischen Ritus) und armenischer Ritus.
Der im Westen am besten bekannte ostkirchliche Ritus dürfte der Byzantinische Ritus sein, der auf die Kirche von Konstantinopel (Byzanz) zurückgeht. Für die Feier der Eucharistie gebräuchlich ist hier die Liturgie des hl. Johannes Chrysostomos; daneben gibt es die Liturgie des hl. Basilius (Basilius-Anaphora), die bis zur ersten Jahrtausendwende einen höheren Stellenwert einnahm und heute in unveränderter Form noch an zehn Tagen im Jahr gefeiert wird, und zwar am Tag des heiligen Basilius (1. Januar), am Vorabend des Weihnachtsfestes (25. Dezember) und des Epiphaniasfestes (6. Januar), an fünf Sonntagen der großen Fastenzeit, am Gründonnerstag und am Karsamstag. Außerdem ist eine gemeinsame Kommunionfeier bekannt: die Liturgie der Vorgeweihten Gaben (vorwiegend mittwochs und freitags in der großen Fastenzeit).
Selbstverständlich fehlen nicht die übrigen in Kirchen katholischen Typs üblichen sakramentlichen Feiern: Taufe, Priesterweihe, Eheschließung usw. sowie Stundengebet und Festgottesdienste und Segnungen aller Art. Allen Ostriten gemeinsam ist, dass sie vor der Mitte des ersten Jahrtausends entstanden und seither dem allgemeinen Empfinden nach praktisch unverändert geblieben sind. Tatsächlich aber ist ihre Geschichte nicht weniger bewegt als die der abendländischen Liturgien vor der Reformation. Die mit Rom unierten Ostkirchen feiern die Liturgie grundsätzlich, allerdings mit mehr oder minder spürbaren Abweichungen, in ihrem hergebrachten ostkirchlichen Ritus.

### Evangelische Liturgie

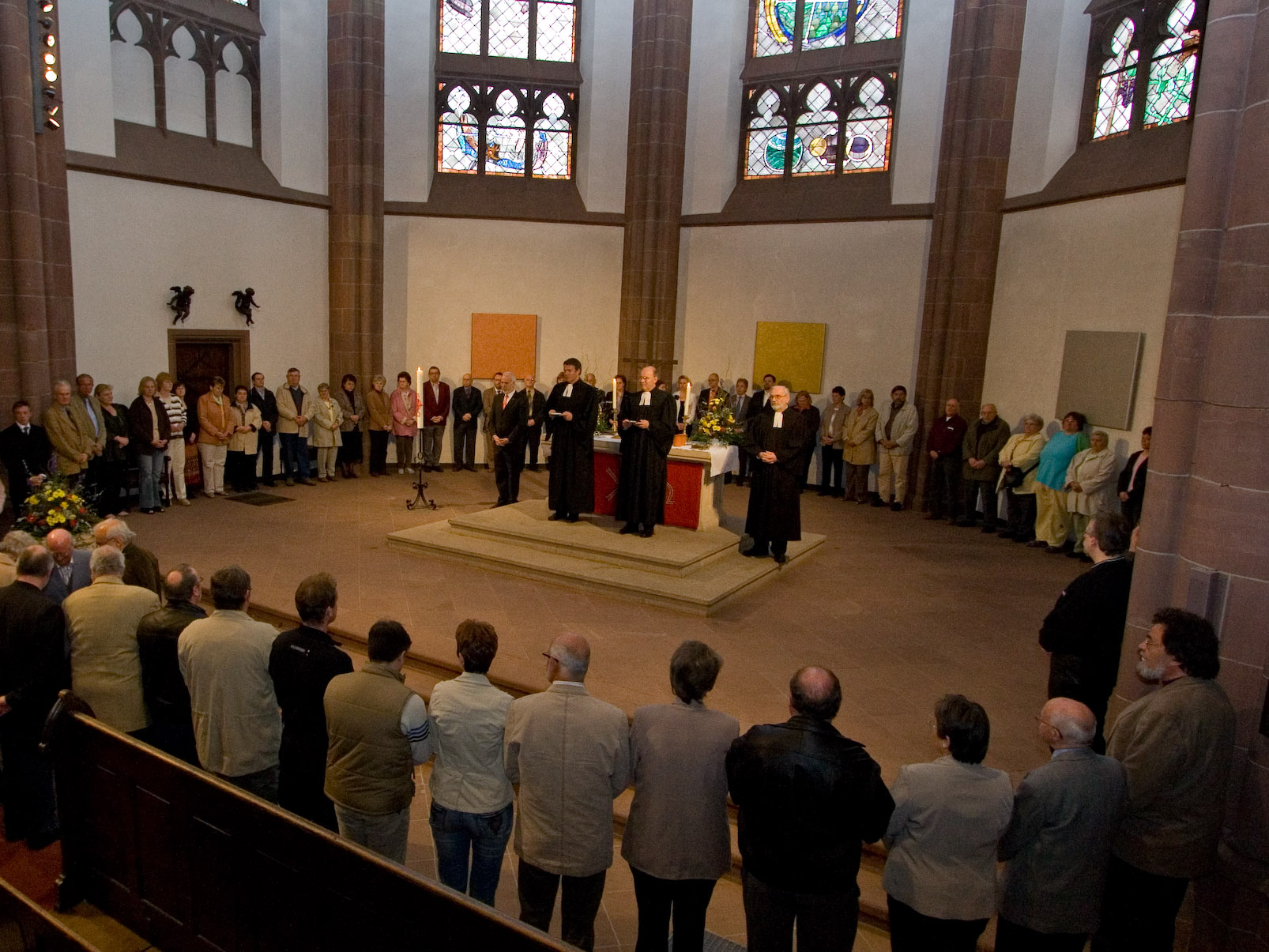
Abendmahl in der evangelischen Dreikönigskirche in Frankfurt am Main

Für die Mitgliedskirchen der VELKD und der ehemaligen EKU gibt es in Deutschland eine gemeinsame Gottesdienstordnung, die im Evangelischen Gottesdienstbuch enthalten ist. Das Gottesdienstbuch gründet auf dem „Prinzip der festen Grundstruktur in variabler Ausformung“, das zu einem eigenverantwortlichen Gebrauch der Agende anleiten soll (Evangelisches Gottesdienstbuch, S. 17). Ausgangspunkt für diese Varianten sind dabei zwei verschiedene historische Grundformen: der Typ der evangelischen Messe sowie der oberdeutsche Predigtgottesdienst.
Auf derselben historischen Grundlage haben andere deutsche Landeskirchen eigene Gottesdienstordnungen und Agenden, wie beispielsweise die Evangelische Kirche in Hessen und Nassau, die Evangelische Kirche von Kurhessen-Waldeck, die Evangelische Landeskirche in Baden, die Evangelische Kirche der Pfalz.
In der Selbständigen Evangelisch-Lutherischen Kirche (SELK) werden die Gottesdienste liturgisch nach der Evangelisch-Lutherischen Kirchenagende gefeiert, die eine dezidiert lutherische ist, also der evangelischen Messe angelehnt ist.
Die evangelisch-reformierten Kirchen haben ihre Gottesdienststruktur auf der Grundlage des oberdeutschen Predigtgottesdienstes entwickelt, in der kaum Wechselgesänge zwischen Liturgen und Gemeinde enthalten sind. Erst in den letzten Jahrzehnten wird hier wieder unbefangen von „Liturgie“ gesprochen. In der schweizerischen reformierten Tradition wurde die Liturgie immer wieder neu gestaltet. In den vergangenen Jahrzehnten hat sich eine fünfteilige Struktur entwickelt, welche sich – in aller gestalterischen Freiheit – zu bewähren scheint. Diese Struktur ist einfach zu vergleichen mit jener der lateinischen Rhetorik (Cicero) sowie mit der Struktur des klassischen, aristotelischen Theaters und umfasst im Wesentlichen: Sammlung – Lob und Anbeten – Lesung und Predigt – Fürbitten (Abendmahl) – Sendung und Segen. Der Vergleich mit der lateinischen, respektive griechischen Tradition ist darin zu sehen, dass vom Introitus bis zum erlösenden, segnenden Abschluss eine vergleichbare Form von Dramaturgie zu beobachten ist. Diese (verbindliche) Struktur der Liturgie lässt gleichwohl eine Vielzahl an Gestaltungsmöglichkeiten zu. In jüngster Zeit sind deshalb Modelle entwickelt worden, nach denen Gottesdienste auch als kommunikative Anlässe verstanden und entsprechend gestaltet werden.
In einigen Freikirchen ist das Wort Liturgie verpönt, weil der Begriff zu sehr mit Tradition verbunden ist, aber die meisten von ihnen haben dennoch eine Ordnung für den Abendmahlsgottesdienst (mit wenigen Ausnahmen wie zum Beispiel die Quäker). Dennoch ist bei fast allen Gemeinschaften ein ritualisierter Ablauf zu erkennen, wodurch sich ja die Liturgie auszeichnet: als Dienst an der Gemeinschaft.
Als ein Charakteristikum aller evangelischen Hauptgottesdienstformen ist die zentrale Stellung der Predigt zu benennen. Ob diese im Gegenüber zur Liturgie oder als ein Teil von ihr verstanden wird, ist in den verschiedenen Richtungen unterschiedlich. Historisch bedeutsam war auch die Aufwertung der Gemeinde in der Partizipation am Gottesdienstgeschehen.

### Neuapostolische Liturgie
Die Liturgie der Neuapostolischen Kirche entsprach anfänglich (bis etwa 1885) der der katholisch-apostolischen Gemeinden, die Elemente des Ritus der katholischen und anglikanischen Kirchen enthielt.
Unter dem Einfluss des niederländischen Calvinismus verlagerte sich der gottesdienstliche Schwerpunkt um 1885 auf den Wortgottesdienst. Noch heute nehmen meist die Predigten den zeitlich größten Anteil am Gottesdienst ein. Vereinzelt finden sich noch Rudimente der katholisch-apostolischen Tradition in der neuapostolischen Liturgie, beispielsweise das „Dreifache Amen“ (liturgischer Gesang zum Gottesdienstende). Bis 1998 wurde das Abendmahl nur am Sonntag und kirchlichen Feiertagen gefeiert, seit 1998 findet auch in den übrigen Gottesdiensten eine Abendmahlsfeier statt.
Zum 1. Advent 2010 trat eine Erweiterung der Liturgie der Neuapostolischen Kirche in Kraft. Unter anderem war Ziel dieser Reform, die Feier des heiligen Abendmahls würdiger zu gestalten. Dazu wurden auch die liturgischen Texte überarbeitet und vereinheitlicht, die bis dahin teils regionale Unterschiede aufwiesen.

## Moderne Krise und liturgische Erneuerung
Angesichts der zunehmenden Wertschätzung von Spontanität und Authentizität sprechen viele Wissenschaftler von einer Liturgieunfähigkeit des modernen Menschen. Andererseits entwickeln sich in vielen Lebensbereichen (Sportveranstaltungen, Medien) neue Gemeinschaftsrituale und Paraliturgien.
Allerdings gibt es auch eine liturgische Erneuerung und Wiederentdeckung. Dazu gehört beispielsweise die Berneuchener Bewegung („Michaelsbrüder“) oder auch die Gesänge von Taizé.

## Liturgiewissenschaft und Rubrizistik
Die Liturgik oder Liturgiewissenschaft (scientia liturgica) hat als Ziel, die liturgischen Feiern und Handlungen geistig zu durchdringen, ihren Ursprung, ihre Geschichte, ihre Bedeutung darzulegen sowie ihren sachgemäßen und lebendigen Vollzug durch Vorsteher und Gemeinde zu fördern. Die Rubrizistik oder Zeremonienlehre, also der Ritus des Gottesdienstes, zielt darauf ab, die äußeren Zeremonien und Riten darzustellen und die Form zu erklären, nach der die liturgischen Handlungen geschehen sollen. Diese Erklärungen werden Rubriken genannt, weil sie in den liturgischen Büchern zur Unterscheidung von den liturgischen Texten meist in Rot geschrieben sind.

### Evangelische Kirchen
- Karl-Heinrich Bieritz: Liturgik. De Gruyter, Berlin 2004, ISBN 3-11-017957-1.
- Alfred Ehrensperger: Gottesdienst. Visionen, Erfahrungen, Schmerzstellen. Theologischer Verlag, Zürich 1988, ISBN 3-290-10026-X.
- Alfred Ehrensperger: Lebendiger Gottesdienst. Beiträge zur Liturgik. TVZ, Zürich 2003, ISBN 3-290-17254-6.
- Albrecht Grözinger: Die Kirche – ist sie noch zu retten? Anstiftung für das Christentum in postmoderner Gesellschaft. Kaiser, Gütersloh 1998, ISBN 3-579-01902-3.
- Ralph Kunz: Gottesdienst evangelisch reformiert. Liturgik und Liturgie in der Kirche Zwinglis. Pano-Verlag, Zürich 2006, ISBN 3-907576-89-6 (zugleich Habilitationsschrift, Universität Bonn 2000).
- Andreas Marti: Gottesdienst (reformiert). In: Historisches Lexikon der Schweiz.
- Karl Ferdinand Müller, Walter Blankenburg: Leiturgia. 1. Geschichte und Lehre des evangelischen Gottesdienstes. Handbuch des evangelischen Gottesdienstes. Stauda, Kassel 1954, urn:nbn:de:bvb:355-ubr24389-3.
- Karl Ferdinand Müller, Walter Blankenburg: Leiturgia. 2. Gestalt und Formen des evangelischen Gottesdienstes ; 1, Der Hauptgottesdienst. Handbuch des evangelischen Gottesdienstes. Stauda, Kassel 1955, urn:nbn:de:bvb:355-ubr24386-2.
- Karl Ferdinand Müller, Walter Blankenburg: Leiturgia. 3. Gestalt und Formen des evangelischen Gottesdienstes ; 2, Der Predigtgottesdienst und der tägliche Gottesdienst: Register. Handbuch des evangelischen Gottesdienstes. Stauda, Kassel 1956, urn:nbn:de:bvb:355-ubr24385-7.
- Martin Peier-Plüss: Liturgische Dramaturgie. Dialogische Aspekte für Gottesdienste. In: Ders. (Hrsg.): Beim Wort genommen. Kommunikation in Gottesdienst und Medien. TVZ, Zürich 2007, ISBN 978-3-290-17420-0.

### Römisch-katholische Kirche
- Adolf Adam, Winfried Haunerland: Grundriss Liturgie. Herder, 10. Auflage, Freiburg 2014, ISBN 978-3-451-31483-4.
- Arnold Angenendt: Liturgik und Historik. Gab es eine organische Liturgie-Entwicklung? (= Quaestiones disputatae. Band 189). Herder, Freiburg/B. 2001, ISBN 3-451-02189-7.
- Jürgen Bärsch: Kleine Geschichte des christlichen Gottesdienstes. Pustet, Regensburg 2015, ISBN 978-3-7917-2721-9.
- Jürgen Bärsch, Benedikt Kranemann (Hrsg.) in Verbindung mit Winfried Haunerland, Martin Klöckener: Geschichte der Liturgie in den Kirchen des Westens. Rituelle Entwicklungen, theologische Konzepte und kulturelle Kontexte 1: Von der Antike bis zur Neuzeit; 2: Moderne und Gegenwart. Aschendorff, Münster 2018, ISBN 978-3-402-13186-2; ISBN 978-3-402-13187-9.
- Johannes H. Emminghaus: Die Messe. Wesen – Gestalt – Vollzug. 6. Auflage. Österreichisches Katholisches Bibelwerk, Klosterneuburg 1997, ISBN 3-85396-092-8.
- Balthasar Fischer: Frömmigkeit der Kirche. Gesammelte Studien zur christlichen Spiritualität. Albert Gerhards und Andreas Heinz (Hrsg.). Borengässer, Bonn 2000, ISBN 3-923946-48-1.
- Thomas Flammer u. a. (Hrsg.): Liturgie im Mittelalter. Ausgewählte Aufsätze zum 70. Geburtstag. (= Ästhetik, Theologie, Liturgik. Band 35). 2. Auflage. LIT-Verlag, Münster 2005, ISBN 3-8258-7505-9.
- Alfons Fürst: Die Liturgie der Alten Kirche. Geschichte und Theologie. Aschendorff-Verlag, Münster 2008, ISBN 978-3-402-06961-5.
- Albert Gerhards, Benedikt Kranemann: Einführung in die Liturgiewissenschaft. 3. Auflage. Wissenschaftliche Buchgesellschaft, Darmstadt 2013, ISBN 978-3-534-70086-8.
- Stefan Heid (Hrsg.): Operation am lebenden Objekt. Roms Liturgiereformen von Trient bis zum Vaticanum II. be.bra wissenschaft, Berlin 2014, ISBN 978-3-95410-032-3.
- Stefan Heid: Altar und Kirche. Prinzipien christlicher Liturgie. Schnell & Steiner, Regensburg 2019, ISBN 978-3-7954-3425-0.
- Gregor Maria Hoff, Julia Knop, Benedikt Kranemann (Hrsg.): Amt – Macht – Liturgie (= Quaestiones disputatae. Band 308). Herder, Freiburg 2020, ISBN 978-3-451-02308-8.
- Theodor Klauser: Kleine abendländische Liturgiegeschichte: Bericht und Besinnung. Hanstein, Bonn 1965.
- Martin Klöckener: Liturgie (katholisch). In: Historisches Lexikon der Schweiz.
- Michael Kunzler: Die Liturgie der Kirche. Bonifatius, Paderborn 2002, ISBN 3-89710-216-1.
- Liborius Olaf Lumma: Crashkurs Liturgie. Eine kurze Einführung in den katholischen Gottesdienst. 2. Auflage. Verlag Friedrich Pustet, Regensburg 2012, ISBN 978-3-7917-2252-8.
- Reinhard Meßner: Einführung in die Liturgiewissenschaft (= UTB. Band 2173). 2. Auflage. Schöningh Verlag Paderborn 2009, ISBN 978-3-506-99473-8.
- Joseph Ratzinger: Der Geist der Liturgie. Eine Einführung. Herder, Freiburg 2006, ISBN 3-451-29063-4.
- Joseph Ratzinger: Theologie der Liturgie (= Gesammelte Schriften. Band 11). Herder, Freiburg 2008.
- Alex Stock: Liturgie und Poesie. Zur Sprache des Gottesdienstes. Butzon & Bercker, Kevelaer 2010.
- Martin Stuflesser, Stephan Winter: Grundkurs Liturgie. 6 Bände. Friedrich-Pustet-Verlag, Regensburg 2004 ff., ISBN 978-3-7917-1897-2.
- Hermann Volk: Theologische Grundlagen der Liturgie. Erwägungen nach der Constitutio de Sacra Liturgia. Matthias Grümewald-Verlag, Mainz 1964.

### Musikwissenschaft
- Franz Karl Praßl: Liturgie. In: Oesterreichisches Musiklexikon. Online-Ausgabe, Wien 2002 ff., ISBN 3-7001-3077-5; Druckausgabe: Band 3, Verlag der Österreichischen Akademie der Wissenschaften, Wien 2004, ISBN 3-7001-3045-7.

### Englischsprachige Literatur
- Archdale A. King: Liturgies of the religious orders. Longmans, Green & Co, London 1956. Nachdruck: Nova et Vetera, Bonn 2005, ISBN 3-936741-31-X.
- Rainer Schacke: Learning from Willow Creek? Church Services for Seekers in German Milieu Contexts. Cuvillier, Göttingen 2009, ISBN 978-3-86955-104-3.